# Distopia

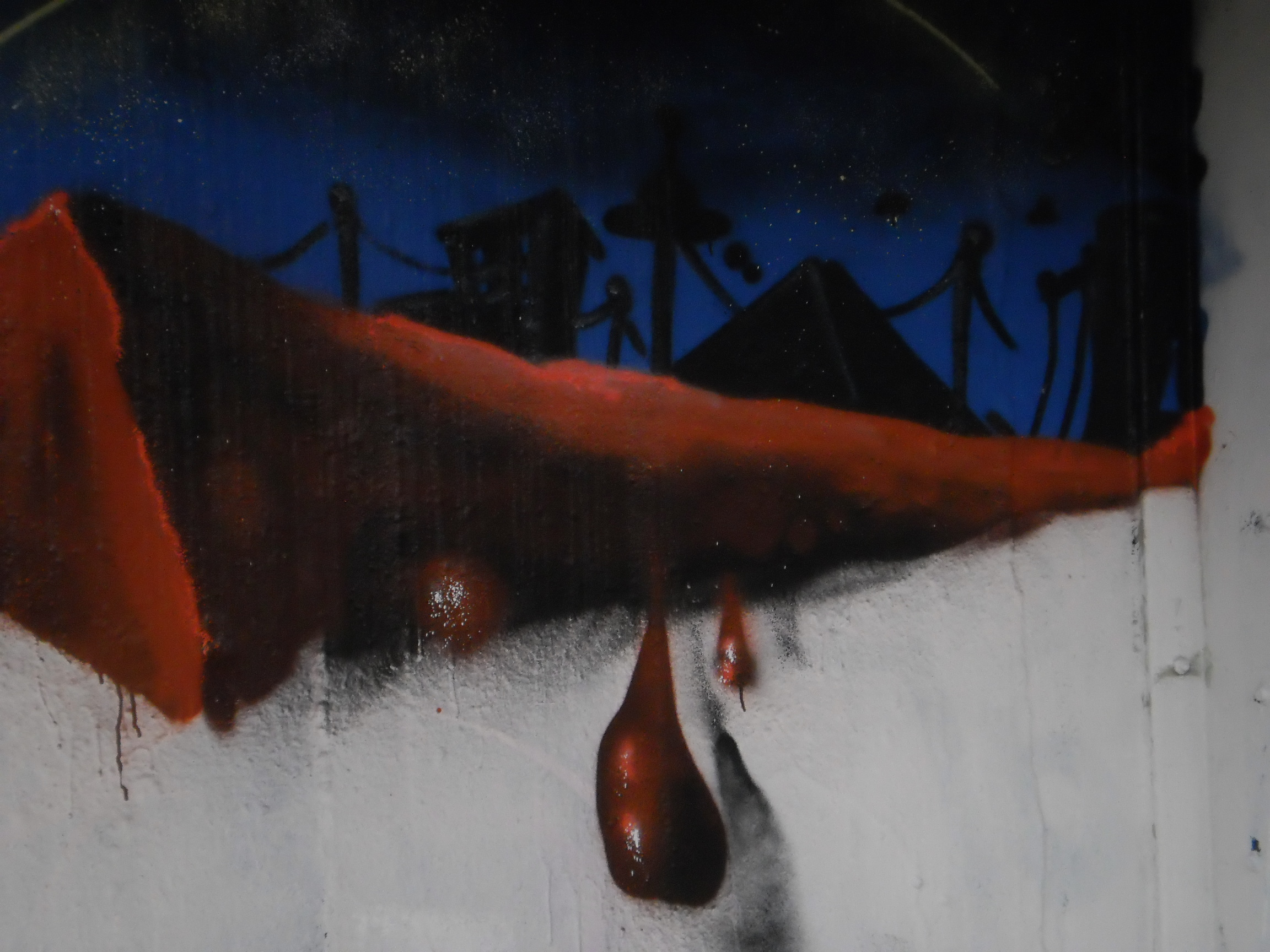
Grafit distòpic a Marburg an der Lahn (Alemanya).

Una distopia o antiutopia és una utopia negativa on la realitat transcorre en termes oposats als d'una societat ideal, és a dir, vers una societat opressiva, totalitària o indesitjable. El terme va ser encunyat com a antònim d'utopia i s'usa principalment per a fer referència a una societat fictícia (sovint situada en el futur) on les tendències socials es duen a extrems apocalíptics. Es tracta, en realitat, d'un subgènere dins de la ciència-ficció.

## Origen de la paraula i evolució
Segons l'Oxford English Dictionary, el terme va ser encunyat a finals del segle xix per John Stuart Mill a un discurs pronunciat al debat parlamentari del 1868, en el qual Stuart Mill criticava certes mesures del govern irlandès. Stuart Mill també emprava el sinònim creat per Bentham el 1818, cacotopia. Ambdues paraules es van basar en el terme "utopia", encunyat per Thomas More com οὐ τόπος o "lloc que no existeix", per descriure una societat perfecta o ideal en la seva obra homònima. "Distopia" s'entén aleshores com una "utopia negativa" on la realitat transcorre en termes antitètics als d'una societat ideal.
El terme cacotopia l'utilitzaren els polítics que estaven contra el socialisme i el comunisme durant les dècades del 1880 i 1890 per a denigrar-lo.
En aquell moment, a més de la dialèctica entre el capitalisme i el socialisme, també hi havia progressius avanços tecnològics i problemes mediambientals. Els texts distòpics, per tant, sorgeixen com obres d'advertiment, o com a sàtires, que mostren les tendències actuals extrapolades en finals apocalíptics. Així van sorgir les primeres obres literàries que podrien assenyalar-se com a precedents al gènere, com La República del Futur, escrit el 1887 per Anna Bowman, una distopia socialista situada l'any 2050.
Així i tot, no és fins al segle XX quan la literatura distòpica va arribar a la cúspide de creativitat, ja que es va generalitzar un sentiment de pessimisme i desesperança davant del desenvolupament de la societat.
D'aquesta manera, algunes distopies de la primera meitat del segle XX advertien dels perills del feixisme, del comunisme, del control social o de les societats totalitàries en general. La primera gran distopia es podria dir que és Un món feliç escrita per Aldous Huxley el 1932, on es plasma una societat en la qual el govern controla tots els aspectes de l'existència humana.

Una altra obra referencial és 1984, de George Orwell, en la qual podem apreciar temes moderns i actuals utilitzats aquell any, el 1948, com la manipulació o la sobre vigilància. El mateix Orwell, mesos abans de morir, va afirmar el següent sobre la seva novel·la: 
"No crec que la societat que he descrit a 1984 necessàriament arribi a ser una realitat, però sí crec que pot arribar a existir quelcom de semblant."
Per una altra banda, Fahrenheit 451°, escrita per Ray Bradbury el 1953, ens ofereix la visió d'una societat ignorant, censuradora de llibres, en la qual podem observar el xoc de la tecnologia davant la lletra impresa. Aquestes tres obres són considerades "les tres distopies inicials".
Diversos fets històrics han anat marcant el camí del subgènere. La II Guerra Mundial va potenciar les distopies situades a escenaris apocalíptics, la Guerra Freda les distopies plenes de superherois i amenaces nuclears, així com a la majoria de les distopies de mitjan segle XX es veu reflectit el rebuig a un estat liberal.
Altres més recents són obres de ciència-ficció ambientades en un futur pròxim i etiquetades com a Ciberpunk, que utilitzen una ambientació distòpica en la qual el món s'ha anat corrompent pel consumisme i es troba dominat per les grans multinacionals tecnològiques i els governs es tornen cada vegada més irrellevants. Hi ha un subgènere anomenat literatura apocalíptica, on la distopia té a veure amb la fi del món conegut.
A Itàlia un grup d'arquitectes de Florència anomenat Superstudio va escriure The 12 Cautionary Tales. Premonitions of the Mystical Rebirth of Urbanism en el qual es pretenia fer reflexionar sobre la relació entre producció, consum i sostenibilitat provocada pel capitalisme, avançant-se als debats que es van produir durant la dècada del 1970 per la crisi sobrevinguda aquella mateixa dècada.
Durant la dècada del 2010 hi hagué una explosió de ficció distòpica al cinema. Aquestes obres es caracteritzen per no oferir res més que desconsol. En desenvolupar-se més el cinema, les distopies aconsegueixen una gran importància a la pantalla gran. Segons afirma Jill Leopre a The New Yorker, ara estem a l'edat daurada de la distopia a causa dels nous avanços tecnològics i científics que, tot i que ens poden facilitar la vida en molts aspectes, també la posen en perill.
Un estudi trobà que els consumidors de la ficció distòpica són més propensos a la radicalització però no a perdre la confiança en la política.

## Distopies en la literatura
- Homes artificials, de Frederic Pujulà (1912)
- What Not: A Prophetic Comedy, de Rose Macaulay (1918)
- Nosaltres, de Ievgueni Zamiatin (1920)
- Un món feliç, d'Aldous Huxley (1932)
- 1984, de George Orwell (1949)
- Earth Abides, de George R. Stewart, (1949)
- Fahrenheit 451, de Ray Bradbury (1953)
- El senyor de les mosques, de William Golding (1954)
- A Canticle for Leibowitz, de Walter M. Miller, Jr (1960)
- La taronja mecànica, d'Anthony Burgess (1962)
- Totes les bèsties de càrrega, de Manuel de Pedrolo (1967)
- Eumeswil, de Ernst Jünger (1977)
- Riddley Walker, de Russell Hoban, (1981)
- Neuromàntic, de William Gibson (1984)
- El conte de la serventa, de Margaret Atwood (1985)[9]
- Scythe de Neal Shusterman[10]
- Watchmen, novel·la gràfica d'Alan Moore i Dave Gibbons (1986)
- Les torres de l'oblit de George Turner
- V de Vendetta, novel·la gràfica d'Alan Moore i David Lloyd (1981-1988)
- Ígur Neblí, de Miquel de Palol i Muntanyola (1994)
- Oryx i Crake, de Margaret Atwood (2003)
- Globàlia, de Jean-Christophe Rufin (2004)
- No em deixis mai, de Kazuo Ishiguro (2005)[11]
- Uglies, de Scott Westerfeld (2005)
- La carretera, de Cormac McCarthy (2006)
- Bar Code Rebellion, de Suzanne Weyn (2006)
- The Book of Dave, de Will Self (2006)[12]
- Wizard of the Crow, de Ngugi wa Thiong'o (2006)
- Sunshine Assassins, de John F. Miglio (2006)
- Metro 2033, de Dmitri Glukhovski (2006)
- Chez Max, de Jakob Arjouni (2006)[13]
- Gènesi, de Bernard Beckett (2006)[14]
- Veracity (2007), de Mark Lavorato
- Blind Faith (2007), de Ben Elton
- De repente los lugares desaparecieron (1992), de Patricio Manns[15]
- Aiguafang, de Joan-Lluís Lluís (2008)[13]
- The Declaration (2008), de Gemma Malley
- Truancy (2008), d'Isamu Fukui
- Els jocs de la fam (2008), de Suzanne Collins[16]
- The Windup Girl (2009), de Paolo Bacigalupi
- The Forest of Hands and Teeth (2009), de Carrie Ryan[17]
- Proyecto #194 (2009), d'Alberto López González[18]
- Fahrenheit 56K (2009), de Fernando de Querol Alcaraz[19]
- Far North (2009), de Marcel Theroux
- Catching Fire (2009), de Suzanne Collins
- The Maze Runner (2009), de James Dashner[20]
- Shades of Grey (2009), de Jasper Fforde
- The Unit (2009), de Ninni Holmqvist[21]
- Ship Breaker (2010), de Paolo Bacigalupi
- The Safe and Happy Chronicles (2010), de Sean Lewis[22]
- Delirium, de Lauren Oliver (2011)[23]
- Divergent, de Veronica Roth (2011)
- The Host, de Stephenie Meyer (2008)
- La selecció, de Kiera Cass (2012)

## Distopies en el cinema
- Metropolis, de Fritz Lang (1927)
- The Planet of the Apes, de Frankin J. Shaffner (1968)
- THX 1138, de George Lucas (1971)
- Mad Max, de George Miller (1979)
- Blade Runner, de Ridley Scott (1982)
- Brazil, de Terry Gilliam (1985)
- Gattaca, d'Andrew Nicol (1997)
- Dark City, d'Alex Proyas (1998)
- Matrix, de germans Wachowski (1999)
- Equilibrium, de Kurt Wimmer (2002)
- Code 46, de Michael Winterbottom (2003)
- FAQ: frequently asked questions, de Carlos Atanes (2004)
- The Island, de Michael Bay (2005)
- Children of Men, d'Alfonso Cuarón (2006)
- The Road, de John Hillcoat (2009)
- Maximum Shame, de Carlos Atanes (2010)
- Never let me go, de Mark Romanek (2010)
- In Time, d'Andrew Niccol (2011)